# Codename Europa
"Codename Europa" is de 27e aflevering van de televisieserie Captain Scarlet and the Mysterons, een sciencefictionserie waarin gebruikgemaakt wordt van de poppenspeltechniek supermarionation. De aflevering werd voor het eerst uitgezonden op ATV Midlands in Engeland op 9 april 1968. Het was ook de 27e aflevering qua productievolgorde.

## Verhaal
Professor G.A. Carney, een onderscheiden elektronicadeskundige, zit in zijn landelijke bungalow. Wanneer hij even onder het genot van een drankje zijn tuinterras opstapt, wordt hij neergeschoten door Captain Black. De Mysteronringen reconstrueren hem.
Via een radiobericht laten de Mysterons weten dat ze het Triumviraat van Europa, de drie machtigste mannen op Aarde na de President van de Wereld, zullen vermoorden. In Cloudbase maakt Colonel White bekend dat Plan XB ter bescherming van Conrad Olafson, J.L. Henderson en Joseph Meccini – met de codenaam "Europa" – operationeel is. De leden van het Triumviraat zullen op drie verschillende plaatsen worden beschermd tegen de Mysterons.
De volgende morgen belt de Mysteron-Carney de Dolmer Universiteit om zijn collega Johnson te melden dat hij een vakantie neemt voor “speciaal onderzoek”. Op een scherm bekijkt hij een foto van het Triumviraat, en zoomt in op Conrad Olafson.
Op de Vandon Maximum Security Basis, discussieert Captain Ochre over de veiligheidsmaatregelen met de president, die in een verblijf diep onder de grond zit. Ondertussen begeeft Carney zich naar de oostelijke grens van het complex met enkele elektronische apparaten. Hij koppelt deze aan het luidspreker systeem. Terwijl de Mysteronagent naar de westkant van het gebouw gaat, weerklinken opeens geluiden van machinegeweerschoten en de bewakers denken dat ze aangevallen worden. In de verwarring wordt het personeel overgeplaatst naar een andere locatie. Ondertussen werkt Carney zich een weg door het schrikdraad.
Het geweervuur stopt, maar wordt vervangen door het geluid van aanstormende tanks. De Angels bombarderen het bos waar het geluid vandaan komt, en dat lijkt de aanvallers te stoppen. Carney is echter al het gebouw binnengedrongen en gooit een explosief in een ventilatieschacht. Even later explodeert het hele gebouw.
Olafson leeft nog omdat de ventilatieschacht nep was en de ontploffing dus bovengronds bleef. Derhalve was hij veilig in zijn onderaardse verblijf. Op Cloudbase beseft Colonel White dat de Mysterons waarschijnlijk vermoeden dat Olafson nu dood is en Olafson dus niet een tweede aanslag hoeven te verwachten op diens leven. Maar hij is ook geschokt over hoe makkelijk de Mysteronagent de verdediging wist te omzeilen. Hij vreest dat deze vijand sterker is dan enige andere Mysteronagent die Spectrum tot nu toe bevocht.
In de bungalow bekijkt Carney de foto opnieuw en schrijft "123 OHM" op een notitieblok. Later arriveert bij Cloudbase het bericht dat het lijk van professor Carney is gevonden, maar dat er ook een tweede Carney is gezien. De Colonel is er zeker van dat Carney de Mysteronagent is. Hij stuurt Scarlet en Blue om hem te zoeken.
Bij de plaats waar het lijk is gevonden vinden de officieren het notitieblok en de notitie "123 OHM". Scarlet vermoedt dat deze code staat voor de volgorde waarin Carney zijn doelwitten afwerkt, en dat President Henderson de volgende is.
Extra veiligheidsmaatregelen worden getroffen rond het centrum waar de president verblijft. Carney rijdt echter door Captain Magenta’s wegblokkade heen, gevolgd door Scarlet en Blue in een SPV. Carney schakelt het tv-scherm van de SPV uit met een apparaat waardoor Blue niet meer kan zien waar hij rijdt en crasht. Dit levert de officieren een zware vertraging op.
Carney laat een op afstand bestuurbaar vliegtuigje over het complex vliegen, wat alle radiosignalen blokkeert. Hij vernietigt vervolgens het energiecircuit van het gebouw met een explosief. Terwijl de bewakers proberen de lichten weer aan te krijgen, sluipt Carney door de schaduwen naar zijn doel. Hij draagt een nachtkijker. Scarlet en Blue bevelen de president om plat op de grond te gaan liggend terwijl ze hun pistolen op de deur richten. Carney opent de deur, maar struikelt over een koord dat over de vloer is gespannen, waarna Scarlet en Blue hem neerschieten. Blue is behoorlijk geamuseerd door de ironie dat een elektronica-expert zich door zo’n simpele truc liet vangen.

## Rolverdeling

### Reguliere stemacteurs
- Captain Scarlet — Francis Matthews
- Captain Blue — Ed Bishop
- Colonel White — Donald Gray
- Lieutenant Green — Cy Grant
- Captain Ochre — Jeremy Wilkin
- Destiny Angel — Liz Morgan
- Captain Black — Donald Gray
- Stem van de Mysterons — Donald Gray

### Gastrollen
- Professor G.A. Carney — Gary Files
- Conrad Olafson — Gary Files
- Bewaker 1 — Martin King
- Bewaker 2 — Gary Files

## Trivia
- Volgens het script was Carney de hoofdontwerper van het elektronische beveiligingssysteem van de Spectrumcomplexen, wat verklaart hoe hij ze zo makkelijk kon binnendringen.
- Het script bevatte nog een nooit gefilmde scène waarin de Mysteron-Carney zich van de echte Carney ontdoet middels een op afstand bestuurbare grasmaaier.